# Leopold Hartmann (Maler)

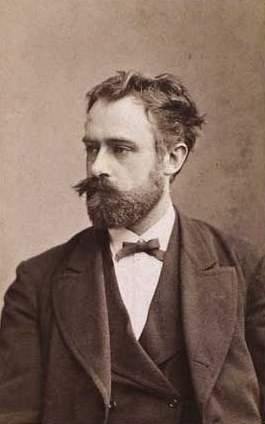
Leopold Hartmann, Foto von Jens Petersen, 1870er Jahre

Friedrich Leopold Hermann Hartmann (* 8. Oktober 1839 in Berlin; † 9. Mai 1897 in Frederiksberg bei Kopenhagen) war ein dänischer Porträtmaler und Fotograf.

## Leben

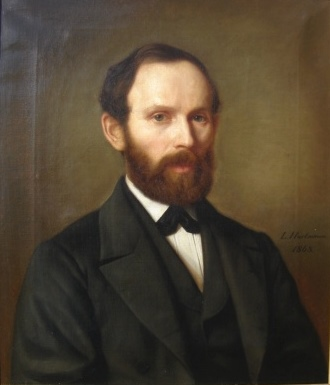
Heinrich Tönnies, Porträtgemälde, 1868

Hartmann kam als Kind des Musikdirektors Carl Vilhelm Hartmann und seiner Frau Anna Charlotte Juliane, geborene Kunesch, nach Kopenhagen. In der Zeichenschule von Gustav Friedrich von Hetsch und an der Königlich Dänischen Kunstakademie erhielt er eine künstlerische Ausbildung. Für eine Modellzeichnung ehrte ihn die Kopenhagener Akademie 1857 mit einer kleinen Silbermedaille. Im gleichen Jahr begann er, an Ausstellungen teilzunehmen. 1858/1859 nahm er in Düsseldorf Privatunterricht bei dem Historien- und Porträtmaler Karl Ferdinand Sohn. 1864 zog er in den Deutsch-Dänischen Krieg. In dänischem Militärdienst erklomm er den Rang eines Leutnants. Um 1872 etablierte er sich als Fotograf, nachdem er bei dem Fotografen Heinrich Tönnies, den er auch malte, die Kenntnisse dazu erworben hatte. Am 25. November 1874 heiratete er in Kopenhagen Emmy Frederikke Cathrine Bügel (1853–1917), die Tochter des Kapitäns Peter Daniel Bügel und dessen Frau Johanne Mary Anna (Mariane), geborene Dollmann. Das Paar, das 1874/1875 und 1878 Italien bereiste, bekam einen Sohn, Edmund Daniel (1875–1956). Hartmanns Schülerin war Julie Laurberg. Sein Fotoatelier übergab er an Marie Budtz & Co.